# Darby Crash
Jan Paul Beahm (Los Angeles, 26 de setembro de 1958 – Los Angeles, 7 de dezembro de 1980), mais conhecido pelo pseudônimo Darby Crash, foi um vocalista estadunidense de punk rock, que, ao lado de seu amigo de longa data, Pat Smear, co-fundou a banda "The Germs". Darby Crash morreu de overdose de heroína aos 22 anos.

## Começo
Beahm teve uma infância problemática: O homem que ele cresceu achando ser seu pai biológico, abandonou a sua família e o irmão mais velho (que, coincidentemente, também faleceu devido a uma overdose de drogas), até que, em sua adolescência, sua irmã revelou que o seu pai biológico era um marinheiro sueco chamado William Björklund.
Beahm estudou na IPS (Innovative Program School, algo como Escola de Programa Inovativo), que ficava dentro da University High School em Los Angeles. O programa da IPS combinava elementos do "Erhard Seminars Training" e da Cientologia.
Antes de formar o The Germs, Beahm e Pat Smear chamavam eles mesmos de "Sophistifuck and the Revlon Spam Queens", mas eles tiveram que encurtar o nome, pois não tinham dinheiro suficiente para estampar o nome em uma camiseta. Após encurtarem o nome para "Bobby Pyn", Beahm adotou o pseudônimo de Darby Crash.
The Germs pode ser visto no filme de 1981 chamado The Decline of Western Civilization, dirigido por Penelope Spheeris. No filme, Darby Crash fala abertamente sobre o uso de drogas no palco para evitar os sentimentos de injúria de seus fãs, e também por ser uma forma de "lidar com os próprios demônios".

## Vida e suicídio
Pouco tempo após o The Germs chegar ao fim, Darby formou uma nova banda, simplesmente chamada de Darby Crash Band. Lucky Lehrer, o baterista do Circle Jerks, se juntou à banda na véspera do primeiro show da banda - um show que esgotou todos os ingressos. Durante o soundcheck do show, Darby demitiu o baterista. A banda, descrita pelo próprio Pat Smear como "Idêntica ao The Germs, só que com músicos piores", fez apenas alguns shows até que também chegou ao fim.
No dia 3 de dezembro de 1980, com Don Bolles na bateria, eles fizeram um show final, que também vendeu todos os ingressos.
Crash cometeu suicídio no dia 7 de dezembro de 1980, provocando uma overdose de heroína.

## What We Do Is Secret
Derby Crash e o The Germs é o assunto do filme (de 2007) What We Do Is Secret, em que traz no elenco Shane West como Darby Crash, Bijou Phillips como Lorna Doom, Rick Gonzalez como Pat Smear, e Noah Segan como Don Bolles.
O lançamento do filme foi marcado para o dia 8 de agosto de 2008. Há também um livro homônimo, da escritora Kief Hilsbury, que é uma novelização de um jovem e contemporâneo Darby Crash, que é consumido por suas memórias de vocalista.